# 汉斯·凯尔·拉斯穆森
汉斯·凯尔·拉斯穆森（丹麥語：Hans Kjeld Rasmussen，1954年11月10日—2025年2月20日），丹麦男子射击运动员。他曾代表丹麦参加1976年和1980年夏季奥林匹克运动会射击比赛，其中1980年奥运会获得一枚金牌。